# The Crew (film, 2016)
Pour les articles homonymes, voir The Crew.
Pour plus de détails, voir Fiche technique et Distribution.
The Crew (Экипаж, Ekipaj, en français: L'Équipage) est un film russe réalisé par Nikolaï Lebedev, sorti en 2016.
C'est un remake du film Air Crew sorti en 1980.

## Synopsis
Ancien pilote dans l'armée russe, Alexeï intègre une compagnie de l'aviation civile. Bien qu'indiscipliné, il se révèle excellent pilote. Aux commandes d'un avion de fret, lui et son commandant décident de se dérouter pour secourir les nombreuses victimes d'un tremblement de terre. Sur place, les répliques sont encore plus dévastatrices.

## Fiche technique
- Titre original : Экипаж, Ekipaj
- Titre fÊrançais : The Crew
- Réalisation : Nikolaï Lebedev
- Scénario : Nikolaï Lebedev, Tikhon Kornev et Nikolaï Koulikov
- Photographie : Irek Hartowicz
- Musique : Artiom Vassiliev
- Pays d'origine : Russie
- Format : Couleurs - 35 mm
- Genre : action, film catastrophe
- Durée : 90 minutes
- Date de sortie :
  -  Russie : 21 avril 2016

## Distribution
- Vladimir Machkov (VF : Franck Dacquin) : Leonid Zintchenko
- Danila Kozlovski (VF : Alexandre Crépet) : Alexeï Gouchtchine
- Katerina Chpitsa (VF : Marie du Bled): Vika
- Egor Morozov : Valera (voix)
- Agne Grudyte (VF : Mélanie Dermont): Alexandra
- Sergey Kempo (VF : Brieuc Lemaire) : Andrey
- Alyona Babenko (VF : Bernadette Mouzon) : Margarita
- Sergueï Chakourov (VF : Benoît Van Dorslaer) : Nikolaï Gouchtchine
- Sergueï Romanovitch : Valera
- Nikolay Alekseev (VF : Olivier Cuvellier) : Petya
- Sergueï Gazarov (VF : Patrick Waleffe) : Chestakov
- Yang Ge : Liu

Version française (VF) d'après le carton de doublage

## Distinctions

### Récompenses
- 15e cérémonie des Aigles d'or : meilleur acteur dans un second rôle pour Sergueï Chakourov, meilleure musique, meilleur montage, meilleur son et meilleurs effets spéciaux.

## Sortie

### Box-office
- Russie : 24 241 048 dollars[1].